# Studenec (stacja kolejowa)
Studenec – stacja kolejowa w miejscowości Studenec, w kraju Wysoczyna, w Czechach Znajduje się na wysokości 435 m n.p.m.
Na stacji istnieje możliwość zakupu biletu i rezerwacji miejsc.

## Linie kolejowe
- 240 Brno - Jihlava
- 252 Křižanov – Studenec